# Drużynowe Mistrzostwa Świata w Chodzie Sportowym 2022
3.  Drużynowe Mistrzostwa Świata w Chodzie Sportowym – zawody lekkoatletyczne w chodzie sportowym, które odbyły się w Maskacie, stolicy Omanu w dniach 4–5 marca 2022 roku.
Mińsk został wybrany na gospodarza zawodów przez Radę Międzynarodowego Stowarzyszenia Federacji Lekkoatletycznych w listopadzie 2017 roku. Pierwotnie mistrzostwa miały odbyć się pomiędzy 2 i 3 maja 2020 roku, jednak 13 marca tego roku w świetle pandemii COVID-19 władze światowej federacji lekkoatletycznej postanowiły przenieść zawody na inny, nie ustalony wtedy, termin. 28 lipca 2021 roku MSFL ogłosiło, że z powodu ograniczeń dotyczących podróżowania oraz utrudnionych relacji dyplomatycznych z Białorusią mistrzostwa odbędą się w marcu 2022 roku w Maskacie, stolicy Omanu.
Po raz pierwszy do programu najważniejszych imprez lekkoatletycznych pod auspicjami World Athletics włączono chód na 35 kilometrów.

## Rezultaty

### Mężczyźni
|                           | 1. miejsce                                                | Rezultat      | 2. miejsce                                                 | Rezultat   | 3. miejsce                                                     | Rezultat   |
| Chód na 10 km (juniorzy)  | Wang Hongren                                              | 44:06 SB      | Diego Giampaolo                                            | 44:14      | Zeng Yu                                                        | 44:14 SB   |
| Chód na 10 km (drużynowo) | Chiny · Wang Hongren · Zeng Yu                            | 4 pkt.        | Włochy · Diego Giampaolo · Nicola Lomuscio                 | 10 pkt.    | Hiszpania · Pablo Pastor · Oscar Martínez Rodríguez            | 13 pkt.    |
| Chód na 20 km             | Toshikazu Yamanishi                                       | 1:22:52 SB    | Kōki Ikeda                                                 | 1:23:29 SB | Samuel Gathimba                                                | 1:23:52 SB |
| Chód na 20 km (drużynowo) | Ekwador · Brian Pintado · Jordy Jiménez · David Hurtado   | 25 pkt.       | Japonia · Toshikazu Yamanishi · Kōki Ikeda · Motofumi Suwa | 26 pkt.    | Chiny · Li Yandong · Niu Wenchao · Xu Hao                      | 45 pkt.    |
| Chód na 35 km             | Perseus Karlström                                         | 2:36:14 CR SB | Álvaro Martín                                              | 2:36:54    | Miguel Ángel López                                             | 2:37:27    |
| Chód na 35 km (drużynowo) | Hiszpania · Álvaro Martín · Miguel Ángel López · Marc Tur | 16 pkt.       | Chiny · Lu Ning · Zhaxi Yangben · Zhenhao Wang             | 29 pkt.    | Niemcy · Karl Junghannß · Christopher Linke · Nathaniel Seiler | 48 pkt.    |

### Kobiety
|                           | 1. miejsce                                              | Rezultat      | 2. miejsce                                                              | Rezultat | 3. miejsce                                     | Rezultat   |
| Chód na 10 km (juniorki)  | Jiang Yunyan                                            | 47:48 SB      | Jiang Jinyan                                                            | 48:03 SB | Heta Veikkola                                  | 48:11 SB   |
| Chód na 10 km (drużynowo) | Chiny · Jiang Yunyan · Jiang Jinyan                     | 3 pkt.        | Australia · Olivia Sandery · Allanah Pitcher                            | 12 pkt.  | Hiszpania · Eva Rico Rufas · Lucía Redondo     | 20 pkt.    |
| Chód na 20 km             | Ma Zhenxia                                              | 1:30:22       | Yang Jiayu                                                              | 1:31:54  | Kimberly García                                | 1:32:27    |
| Chód na 20 km (drużynowo) | Chiny · Ma Zhenxia · Yang Jiayu · Yang Liujing          | 10 pkt.       | Grecja · Andijoni Drismbioti · Kiriaki Filtisaku · Christina Papadopulu | 30 pkt.  | Indie · Ravina · Bhawna Jat · Munita Prajapati | 61 pkt.    |
| Chód na 35 km             | Glenda Morejón                                          | 2:48:33 CR PB | Li Maocuo                                                               | 2:50:26  | Katarzyna Zdziebło                             | 2:51:48 SB |
| Chód na 35 km (drużynowo) | Ekwador · Glenda Morejón · Paola Pérez · Magaly Bonilla | 12 pkt.       | Hiszpania · Laura García-Caro · Raquel González · María Juárez          | 28 pkt.  | Chiny · Li Maocuo · Ma Faying · Bai Xueying    | 29 pkt.    |